# Peppone
Giuseppe Bottazzi zwany Peppone – postać literacka występująca w serii nowel autorstwa włoskiego pisarza Giovanniego Guareschiego.

## Charakterystyka postaci
Peppone jest komunistycznym wójtem we włoskiej gminie położonej nad rzeką Pad. Podczas wojny walczył jako partyzant. Jego najlepszym przyjacielem i jednocześnie przeciwnikiem politycznym jest proboszcz katolickiej parafii Don Camillo. Ma braki w wykształceniu i jest tego w pełni świadomy. Z pokorą prosi proboszcza o pomoc w tej materii. Jest też ambitny. Zawsze widzi potrzeby swoich mieszkańców.

## Film
W serii czarno-białych filmów, kręconych od 1952 do 1965, w roli Peppona występował aktor Gino Cervi. W wersji filmowej stolica gminy jest miasteczkiem i nosi nazwę Brescello, w opowiadaniach Guareschiego jest to bezimienna duża wieś lub małe miasteczko.
Postać pojawia się w następujących filmach:
- Mały światek Don Camilla z 1952
- Powrót Don Camilla z 1953
- Don Camillo i poseł Peppone z 1955
- Don Camillo prałatem z 1961
- Towarzysz Don Camillo z 1965